# Yellow Cup 2010
Der Yellow Cup ⅩⅩⅩⅧ (2010) in der Schweizer Stadt Winterthur war der 38. Yellow Cup.

## Modus
In dieser Austragung spielten 4 Mannschaften im Modus «Jeder gegen jeden» mit je einem Spiel um den Cup. Bei Punktgleichheit entschied die bessere Tordifferenz, danach die Zahl der geschossenen Tore.

## Resultate

### Rangliste
| Pl. | Land            | Sp. | S | U | N | Tore     | Diff. | Punkte |
| --- | --------------- | --- | - | - | - | -------- | ----- | ------ |
| 1.  | Schweiz         | 3   | 3 | 0 | 0 | 096:710  | +25   | 6      |
| 2.  | Niederlande     | 3   | 2 | 0 | 1 | 097:850  | +12   | 4      |
| 3.  | Tunesien        | 3   | 1 | 0 | 2 | 0104:900 | +14   | 2      |
| 4.  | Grossbritannien | 3   | 0 | 0 | 3 | 063:1140 | −51   | 0      |

### Spiele
| 2. Januar 2010 | Tunesien | 33:34 | Niederlande | Eulachhalle |
| 2. Januar 2010 | (15:15)  |       |             | Eulachhalle |
| 2. Januar 2010 |          |       |             | Eulachhalle |

| 2. Januar 2010 20:00 Uhr | Schweiz                   | 33:18        | Grossbritannien | Eulachhalle Zuschauer: 1250 |
| 2. Januar 2010 20:00 Uhr | meiste Tore: Goepfert (5) | (12:10)      |                 | Eulachhalle Zuschauer: 1250 |
| 2. Januar 2010 20:00 Uhr | Strafen: 3× 1×            | Spielbericht |                 | Eulachhalle Zuschauer: 1250 |

| 3. Januar 2010 | Grossbritannien | 24:42 | Tunesien | Eulachhalle |
| 3. Januar 2010 | (14:21)         |       |          | Eulachhalle |
| 3. Januar 2010 |                 |       |          | Eulachhalle |

| 3. Januar 2010 17:00 Uhr | Schweiz                   | 31:24        | Niederlande | Eulachhalle Zuschauer: 1450 |
| 3. Januar 2010 17:00 Uhr | meiste Tore: Liniger (10) | (14:12)      |             | Eulachhalle Zuschauer: 1450 |
| 3. Januar 2010 17:00 Uhr | Strafen: 3× 2×            | Spielbericht |             | Eulachhalle Zuschauer: 1450 |

| 4. Januar 2010 | Grossbritannien | 21:39 | Niederlande | Eulachhalle |
| 4. Januar 2010 | (10:16)         |       |             | Eulachhalle |
| 4. Januar 2010 |                 |       |             | Eulachhalle |

| 4. Januar 2010 20:30 Uhr | Schweiz                  | 32:29        | Tunesien | Eulachhalle Zuschauer: 1250 |
| 4. Januar 2010 20:30 Uhr | meiste Tore: Liniger (8) | (16:18)      |          | Eulachhalle Zuschauer: 1250 |
| 4. Januar 2010 20:30 Uhr | Strafen: 2× 11×          | Spielbericht |          | Eulachhalle Zuschauer: 1250 |

## Torschützenliste
Bei gleicher Anzahl von Treffern sind die Spieler alphabetisch geordnet.
| Pl. | Spieler              | Land        | Tore |
| --- | -------------------- | ----------- | ---- |
| 1.  | Manuel Liniger       | Schweiz     | 21   |
| 2.  | Haykel Mgannem       | Tunesien    | 18   |
| 3.  | Bassem Mrabet        | Tunesien    | 15   |
| 4.  | Michiel Lochtenbergh | Niederlande | 14   |
| 5.  | Andy Schmid          | Schweiz     | 14   |
| 6.  | Oliver Scheuner      | Schweiz     | 14   |
| 7.  | Arjan Stuiver        | Niederlande | 13   |

## Auszeichnungen
| Auszeichnung          | Spieler                        | Land            |
| --------------------- | ------------------------------ | --------------- |
| Attraktivster Spieler | Haykel Mgannem                 | Tunesien        |
| Bester Torhüter       | Jasper Parker                  | Grossbritannien |
| Fairnesspreis         | –                              | Niederlande     |
| Beste Schiedsrichter  | Peter Hucker / Misko Andorka   | Ungarn          |
| Publikumspreis        | –                              | Grossbritannien |
| Besondere Verdienste  | Mathias Kasapidis (Tonmeister) | Schweiz         |

## Junioren

### U21
| 2. Januar 2010 16:00 Uhr | Schweiz U21                          | 22:26        | Slowenien U21           | Eulachhalle Zuschauer: 600 Schiedsrichter: Boskoski, Stalder |
| 2. Januar 2010 16:00 Uhr | meiste Tore: Baumgartner, Studer (4) | (11:17)      | meiste Tore: Poklar (8) | Eulachhalle Zuschauer: 600 Schiedsrichter: Boskoski, Stalder |
| 2. Januar 2010 16:00 Uhr | Strafen: 2× 6×                       | Spielbericht | Strafen: 3×             | Eulachhalle Zuschauer: 600 Schiedsrichter: Boskoski, Stalder |

| 3. Januar 2010 15:00 Uhr | Schweiz U21                    | 22:29        | Slowenien U21 | Eulachhalle Zuschauer: 800 Schiedsrichter: Jergen, Zaugg |
| 3. Januar 2010 15:00 Uhr | meiste Tore: Baumgartner (5/1) | (10:15)      |               | Eulachhalle Zuschauer: 800 Schiedsrichter: Jergen, Zaugg |
| 3. Januar 2010 15:00 Uhr | Strafen: 3× 4×                 | Spielbericht | Strafen: 5×   | Eulachhalle Zuschauer: 800 Schiedsrichter: Jergen, Zaugg |

### U19
| 2. Januar 2010 14:00 Uhr | Schweiz U19               | 32:26        | Slowenien U19                                | Eulachhalle Zuschauer: 500 Schiedsrichter: Brunner, Salah |
| 2. Januar 2010 14:00 Uhr | meiste Tore: Raemy (13/2) | (17:15)      | meiste Tore: Fidel, Mackovsek & Sostaric (5) | Eulachhalle Zuschauer: 500 Schiedsrichter: Brunner, Salah |
| 2. Januar 2010 14:00 Uhr | Strafen: 2× 4×            | Spielbericht | Strafen: 7×                                  | Eulachhalle Zuschauer: 500 Schiedsrichter: Brunner, Salah |

| 3. Januar 2010 11:00 Uhr | Schweiz U19             | 29:26        | Slowenien U19               | Eulachhalle Zuschauer: 200 Schiedsrichter: Anthamatten, Wapp |
| 3. Januar 2010 11:00 Uhr | meiste Tore: Jud (10/5) | (16:11)      | meiste Tore: Mackovsek (10) | Eulachhalle Zuschauer: 200 Schiedsrichter: Anthamatten, Wapp |
| 3. Januar 2010 11:00 Uhr | Strafen: 3× 5×          | Spielbericht | Strafen: 6×                 | Eulachhalle Zuschauer: 200 Schiedsrichter: Anthamatten, Wapp |